# Zulus Czaka (serial telewizyjny)
Zulus Czaka (ang. Shaka Zulu) – 10-odcinkowy serial telewizyjny z 1986 roku w reż. Williama C. Faure, adaptacja powieści Joshui Sinclaira pod tym samym tytułem. Serial był emitowany w Polsce, po raz pierwszy przez TVP, w programie 2, w sobotnie wieczory, w dniach 18 kwietnia - 20 czerwca 1987.

## Opis fabuły
Rok 1816. W południowej Afryce wybucha rebelia pod wodzą króla Zulusów Czaki, który po zjednoczeniu lokalnych plemion i zbudowaniu silnego państwa, zaczyna zagrażać brytyjskiej kolonii. Nieprzygotowana metropolia musi wygrać czas, aby przerzucić na kontynent odpowiednie siły. Z polecania króla Jerzego IV na dwór Czaki udaje się więc brytyjski oficer-awanturnik por. Farewell, który na czele niewielkiej ekspedycji ma za zadanie powstrzymać Czakę, zanim Anglicy zdążą umocnić się w swojej kolonii. 
Epicka historia inspirowana autentycznymi wydarzeniami, pełna folkloru i doskonałych zdjęć w afrykańskich plenerach.

## Główne role
- Henry Cele – Czaka
- Edward Fox – por. Farewell
- Robert Powell – dr Fynn
- Trevor Howard – lord Somerset
- Fiona Fullerton – Elizabeth Farewell
- Christopher Lee – lord Bathurst
- Dudu Mkhize – Nandi
- Roy Dotrice – król Jerzy IV
- Gordon Jackson – prof. Bramston